# 萩原兼従

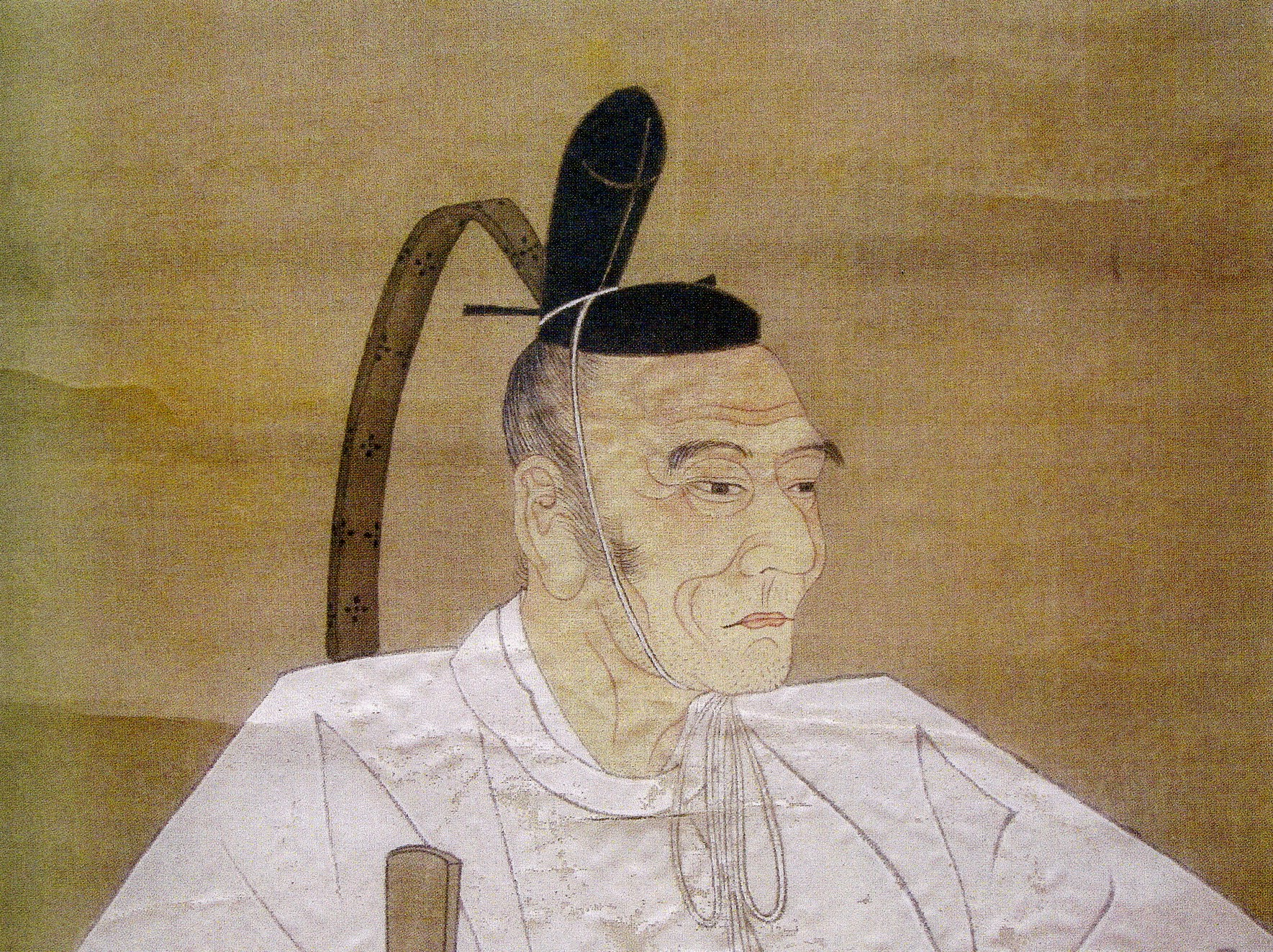
萩原兼従(狩野探幽筆。土津神社蔵、福島県立博物館寄託)

萩原 兼従（蘒原兼従 はぎわら かねより、天正16年〈1588年〉 - 万治3年8月13日〈1660年9月17日〉）は、江戸時代前期の神道家。吉田兼治の子。母は細川藤孝（細川幽斎）の娘。室は高台院の姪。萩原家の祖。

## 生涯
天正16年（1588年）、吉田神道の神道家吉田兼治の子として誕生。
慶長4年（1599年）、豊臣秀吉を祀る豊国社の正遷宮の式典が祖父吉田兼見と父兼治の主宰により執り行われた。兼見は豊臣政権下で豊国社が最も尊崇を受ける神社であると考え、その社務職を吉田家で抑えることを画策。兼従は長男ながら家督を弟兼英に譲って祖父兼見の養子となり、「萩原」の家号を名乗らせられて、豊国社の初代社務職に就任した。慶長13年（1608年）、従五位下に叙された。
ところが、慶長20年（元和元年、1615年）に大坂の陣によって豊臣氏が滅亡すると豊国社は破却された。職を失った兼従は豊後国の領地に下った。伯父である細川忠興の計らいにより江戸幕府から特別に赦され、1000石を与えられて堂上に列せられた。その後本家吉田家の後見役となる。その境遇は世捨て人の立場であったが、神道学者としての名声は高く、特に水戸藩の徳川頼房からは厚く信頼され、水戸藩の神道研究に影響を与えている。
承応2年（1653年）に吉川惟足が門下となるが、吉川の学力を認めて特に信頼し、本来、一子相伝・血脈相伝の唯一神道を惟足に継承させた。その背景として、吉田家を継いだ弟兼英とその子兼起は病身であり、兼起は明暦3年（1657年）に病死している。また、兼従自身もすでに高齢であり、実子は5歳と幼少であったため、継承させることができず、断絶の危機を感じていたためである。
万治3年8月13日（1660年9月17日）、卒去。吉田神道の葬法によって、遺骸を葬りその上に「神海（）神社」と称する神社が創建された。